# 龍が如く5 夢、叶えし者
『龍が如く5 夢、叶えし者』（りゅうがごとくファイブ ゆめかなえしもの、英題：Yakuza 5）は、セガより2012年12月6日に発売されたPlayStation 3用ゲームソフト。
キャッチコピーは「その生き様に 男たちの血が騒ぐ」。
2019年6月20日にPlayStation 4にHDリマスター版が発売された。また、2021年1月28日にはXbox One、PCに『Yakuza 5 Remastered』という海外タイトルのまま国内配信され、『龍が如く3』～『5』のHDリマスター版をセットにした『The Yakuza Remastered Collection』と同時発売になった。

## 概要
2011年8月31日に行われた「龍が如くスタジオ」発足記者発表会において、名越稔洋から発表されたシリーズナンバリングタイトルの最新作で、『龍が如く4 伝説を継ぐもの』の正統続編。ゲーム設計を一から作り直して制作されている。
10月27日に公式サイトにて本作の希望登場都市（札幌、名古屋、大阪、福岡の4都市）アンケートを実施していたが、最終的にこの4都市に東京（神室町）を加えた5都市が登場する形になった。
今作も前作同様に複数の主人公が登場し、桐生一馬、秋山駿、冴島大河、そして新たに登場した品田辰雄と、これまでのシリーズを通して登場していた澤村遥の5人で構成されている。遥は初めて主人公として登場するが、バトルはダンスでの戦いになるなど、他の主人公たちとは異なった遊び方になっている。また前作同様にストーリーごとに主人公が決まっており、ストーリーが終了した主人公は操作できなくなるが、終盤には自由に切り替えることができる（遥以外の4人）。
メインゲストとして、俳優の哀川翔、大東駿介、片瀬那奈、吹越満、奥田瑛二が出演する。その他のゲストとしては料理人の川越達也や手相芸人として知られる島田秀平、すしざんまい社長の木村清や串かつだるま社長の上山勝也などが出演している。また、「ミス龍が如く5」として全国5都市を代表する女性5人がオーディションで選ばれ、CM出演や各都市でPRを行うとともにゲーム内にも登場する。
予約特典として、「龍うた 龍が如く5 THE BEST SONGS SELECTION」が全国5大都市マップとともに付属される。
龍が如くシリーズ恒例のエクストラコンテンツと過去作のクリアデータ引継ぎによる特典は今作にも存在する。なお、クリア後に「プレミアムアドベンチャー」と「プレミアムニューゲーム」が遊べる点は従来と同じであるが、本作はプレミアムアドベンチャーでやり込んだデータをプレミアムニューゲームに引き継ぐことは不可となっている。

## ストーリー
2010年3月、東城会と上野誠和会の抗争事件は警察上層部の陰謀を暴く意外な形で終結した。
東城会六代目会長・堂島大吾はこの一連の事件の後、東城会の若返りを推進し、最大の懸念であった近江連合と五分の盃を交わすことで、盤石な体制を築きつつあった。
しかし、時は流れ2012年12月、七代目近江連合会長の危篤の凶報が届く。近江七代目の死は東城会と近江連合との均衡を破り、「東西全面戦争」へと発展する。
急遽、組織の強化を迫られた東城会は、福岡・札幌・名古屋各都市の組織と手を組むという禁断の決断を下すが、全国の極道組織を巻き込んだ一大戦争計画は「一人の男の死」によって、始まろうとしていた。
東城会という大きな山が動くことで、方々に散った「眠れる男」たちは、自らの信念、そして一人の少女の「夢」のために、再び目を覚まし、戦いの渦へと飛び込んでいく。

## 進化・追加された要素
ケンカアクション
各キャラクターのグラフィックが一から新しく描かれており、これに伴いキャラクターのアクションも一から作り直されている。また、アクション面では、掴んだ相手を逆側に掴み直したり壁に張り付け状態にするなど新たなアクションも増えている。その他、特定の条件下で繰り出せる大技「絶技」が追加された。
ヒートアクション
バトルで流れを切らずに発動できるようになった他、各都市限定の「ご当地ヒートアクション」が復活した。また、ヒートゲージが溜まっている場合に発動条件が整うと必ず発動していたヒートアクションだがそれを封じるテクニックも追加された。その他、特定の条件を整えることで発動できる大技「クライマックスヒート」が追加された。
天啓
天啓にストーリー性が加えられ、サブストーリー仕立てとなった他、バトル中の天啓が追加された。ただし、バトル中の天啓はヒートアクションではなく、武器のアクションが追加されるというものになっている。
バトル演出
シームレスバトルが進化し、街中での戦いでは戦闘前の会話文章がなくなりボイスのみになるなど、スムーズに戦闘へ移行するようになった。また、強敵との戦いなど全てのシーンでシームレスが採用されている。その他、大技に対して逃げる敵や仲間を連れてくる敵など、敵のリアクションのバリエーションも強化されている。
ダンスバトル
戦闘能力を持たない遥は、他の主人公のバトルとは異なり、ダンスの腕前を競うリズムゲームで戦うことになる。相手の体力をなくして続行不能にさせるか、タイムアップ時のダンススコアが高いほうが勝利となる。また、バトルも他の主人公とは異なり自分から申し込むというものになっている。このバトルには「ダンスヒート」というアクションがあり、自身の体力を回復させたり、ボーナスモードを発動したりするなど数種類のダンスヒートが存在する。ただし、遥だけでなく対戦相手もダンスヒートを使用してくるため注意が必要である。場合によっては遥以外の主人公も行うことがある。
ライブバトル
遥のメインとなるバトルシステムで、ライブ中に流れてくるボタンと同じボタンを押してコンボを繋げてスコアを競うリズムゲームとなっている。バトル中は「アイドルヒート」を使うことで一定時間スコアが上がりやすくなるが、回数に限りがある。ライブの終盤になるとクライマックスヒートを発動することが可能で、これを使うと衣装が代わり常時アイドルヒート状態となる。
ミニゲーム
福岡では客の注文通りの硬さにラーメンの湯切りをする「めん処 龍屋」、札幌では主観視点で行う雪合戦「雪上の格闘技」、大阪ではお笑い芸人とコンビを組み的確なツッコミを入れていく「ツッコミ職人」、名古屋ではコーチンを育成してレースを勝ち抜いていく「コーチンズカップ・クラシック」といった都市ごとに特色あふれる「ご当地ミニゲーム」が用意されている。それ以外にも、「クラブセガ」では（ほぼ）完全収録された『バーチャファイター2』やコラボした『太鼓の達人』、タワーディフェンス的なシューティングゲーム「ガンライン」やプリント倶楽部に似た「プリサークル」といった新ゲーム、温泉では卓球に代わって新たに登場した「エアホッケー」を遊ぶことができる。ミニゲームによっては（オンラインアップデート後）オンライン対戦が可能なものもある。ちなみに、オンライン対戦はシリーズで本作が初である。

### アナザードラマ
各主人公がそれぞれ異なる土地で、慣れない環境の中で生活を営んでいく姿をクローズアップした、メインストーリーとは違った切り口で描かれる物語。各主人公ごとにそれぞれ違った遊び方が用意されている。ちなみに秋山は遥とワンセットで描かれているため、アナザードラマは存在しない。
桐生一馬「タクシードライバー」
ストーリー：福岡・永洲街にある「永洲タクシー」でタクシー運転手として働く桐生は、堅気として生きるため法を犯さぬよう目立たぬよう注意深く仕事をこなしていたが、とある接触から最強の走り屋集団「デビルキラー」に目をつけられてしまう。これがきっかけとなり、高速の世界での闘いに巻き込まれていくことになる。
レースゲームでデビルキラーを含めた様々なレーサーと戦う「レースミッション」がメインとなるが、客の依頼を受ける「送迎ミッション」もあり、客の注文通りに送迎するものと客の会話に対応するものがある。
冴島大河「狩猟と殺戮」
ストーリー：札幌・月見野に向かう途中の雪山で遭難してしまった冴島は、小さな集落に住む奥寺というマタギに助けられる。自分を助け、命の尊さを知っているはずの奥寺が、伝説の巨大熊「ヤマオロシ」を追い続けることに対し謎が深まる中、極寒の雪山で生き延びるため、野生動物との雪山でのサバイバルが始まる。
雪山では体力が徐々に減少していくので、食料となるアイテムを持っていくか雪山で直接食材を手に入れ体力を回復させる必要がある。また、雪山には壊れたマタギ小屋があり、これを修理キットで修理すれば利用することが可能で、ここで休むことでも体力が回復する。獲物は猟銃で仕留める以外にも、狩猟罠を仕掛けて獲ることも可能だが、罠では小動物しか獲ることができない。
澤村遥「アイドルへの道」
ストーリー：大阪・蒼天掘にある芸能事務所「ダイナチェア」に所属しアイドルとして活動する遥は、関西No.1アイドルを決める「プリンセスリーグ」に出場し、優勝目前まで来ていた。そんな彼女の前に最大のライバル「T-SET」が立ちはだかる。
プリンセスリーグを勝ち抜いていくための能力アップの手段として「お仕事ミッション」がある。仕事の内容は、ライブやダンス以外に、握手会や様々なテレビ番組への出演、取材対応などがある。その他、ダンサーの友人とダンスを通して友情を育んでいく「ダンスバトルストーリー」がある。
品田辰雄「一打の代償」
ストーリー：名古屋・錦栄町で暮らす元プロ野球選手の品田は、高校時代のチームメイトの白河と偶然の再会を果たし、それをきっかけに次々と奇妙なバッティング勝負を挑まれることとなる。品田にとって、一度捨てたはずの野球への夢を取りもどすための、かつての自分との孤独な闘いが始まる。
品田は元プロ野球選手という経歴から、他の主人公達のバッティングゲームとシステムが少し異なる。4つのボタンに対応したスイングカーソルがあり、タイミング良く枠内で打つことでホームランとなる。球がスローモーションに見える「ヒートアイ」を使うことで打つ確率をより高めることができる。

## 劇中の主な用語
永洲街
福岡の舞台となる九州最大の歓楽街。山笠組という極道組織が街を治めている。
月見野
札幌の舞台となる北海道最大の歓楽街。北方組という極道組織が街を治めている。
錦栄町
名古屋の舞台となる中部地方最大の歓楽街。名古屋組という組織が存在し、泣く子も黙る組織として住民から恐れられている。
プリンセスリーグ
優勝者に贈られる大手レコード会社からのメジャーデビューを目指してアイドル達が競い合う人気番組。遥とT-SETが戦う決勝戦は、同時にライブパフォーマンスを行い、観客のジャッジによって勝敗を決める独特なシステムになっている。

## 楽曲
- 主題歌：GOSPELS OF JUDAS「Bloody Moon」（ワーナーミュージック・ジャパン）
- 挿入歌：氷室京介「Still The One」（ポリドール）
- 挿入歌：氷室京介「So Far So Close」（ポリドール）
- 挿入歌：氷室京介「永遠 〜Eternity〜」（ポリドール）
- 挿入歌：氷室京介「Wild Romance」（東芝EMI）
- 挿入歌：氷室京介「魂を抱いてくれ（nylon-guitar version）」（ポリドール）
- エンディング：氷室京介「ダイヤモンド・ダスト」（ポリドール）

## スタッフ
- 名越稔洋 - 総合監督
- 横山昌義 - プロデューサー・脚本
- 細川一毅 - ディレクター

## 実在企業
- ふくや
- ウエスト
- 博多華味鳥（トリゼンフーズ）
- 博多荘
- 石屋製菓
- みよしのさっぽろ
- セイコーマート
- ダイコク
- 蓬萊
- 元祖たこ昌
- 世界の山ちゃん
- 山本屋本店
- 坂角総本舗
- その他全131の企業[11][12]

HDリマスター版は115社

## HDリマスター版

### PS4
2019年6月20日に発売された。ゲーム内容は基本的には同じではあるが、以下の追加点や変更点がある。後述するXbox One版、PC版も同様である。2022年中にもPlayStation Plusで配信される予定。PlayStation Plus版は、プレミアム加入者のみプレイ可能である。

#### 追加点・変更点
- 描画が1080p（PS3版は720p）、フレームレートが60fps（PS3版は30fps）に向上している[15]。
- 今作ではディスク販売だけでなく、ダウンロード販売にも対応している。
- パッケージ版とダウンロード版の共通の特典として本作のオリジナルサウンドトラックのプロダクトコードが、パッケージ版のみの特典として『龍が如く ONLINE』で使用できるキャラクターの特典コードが付属される[15]。
- パッケージデザインがモノクロパッケージからカラーパッケージに変更された。

### Xbox One、PC
2021年1月28日にダウンロード専用として発売された。ゲーム内の仕様は欧米版であるが、日本語に対応している。2022年8月現在、Xbox Game Passではすでに配信されており、加入者はすぐにダウンロードして遊ぶことができる。